# 永遠のとびら
「永遠のとびら」（えいえんのとびら）は、2012年10月・11月に、NHKの音楽番組『みんなのうた』で放送された楽曲。作詞：石毛里佳・磯谷佳江、作曲：石毛里佳、編曲：伊東光介、歌：マユミーヌ。